# Thecacoris grandifolia
Thecacoris grandifolia là một loài thực vật có hoa trong họ Diệp hạ châu. Loài này được (Pax & K.Hoffm.) Govaerts mô tả khoa học đầu tiên năm 2000.